# Polača
 Ovo je glavno značenje pojma Polača. Za druga značenja pogledajte Polača (razdvojba).
Polača je općina u Hrvatskoj u Zadarskoj županiji, smještena između Biograda na Moru i Benkovca.

## Zemljopis
Mjesto Polača jedno je od najvećih i najtipičnijih razvijenih seoskih sredina ravno-kotarskog područja. To je mjesto koje prirodno pripada centralnom prostoru sjeverno-dalmatinske regije. Polača se nalazi u neposrednom zaleđu Jadranskog mora, sjeverno od Biograda na Moru. Udaljenost od mora iznosi tek 8 km zračne linije, odnosno 10 km cestovne. 
Zemljopisno je Polača smještena na pola puta između dva gradska središta, Benkovca i Biograda na Moru. Udaljenost Polače od jednog i drugog mjesta je otprilike 10 km, s razlikom što je Benkovac sjeverno od Polače, a Biograd južno. U odnosu na Zadar, gospodarsko, kulturno i prometno središte Sjeverne Dalmacije, Polača je smještena nešto više od 30 km istočno.
Površina općine iznosi 28 km2, od čega preko 60 % čine obradive poljoprivredne površine.

## Stanovništvo
Prema popisu iz 2011. općina je imala 1468 stanovnika, a u naselju Polača živjelo je 1057 stanovnika.
Prema popisu 2001.  općina je imala 1434 stanovnika, od čega 93,7 % Hrvata i 3,8 % Srba. Samo naselje Polača imalo je 1117 stanovnika.
Prema popisu 1991. godine, mjesto Polača imalo je 1467 stanovnika znatne hrvatske većine: 1292 Hrvata (88,07 %), 102 Srba (6,95 %) i 73 ostalih.
Za Polaču je karakteristično izrazito promjenjivo stanje u povećanju, odnosno smanjenje broja stanovnika nakon drugog svjetskog rata što promatramo kroz četiri ciklusa:
1. od 1948. do 1961.
2. od 1961. do 1981.
3. od 1981. do 1991.
4. od 1991. do 2001.

U vremenu od 1948. do 1961. bilježi se porast od 169 stanovnika odnosno 13 stanovnika godišnje. Pojava koja se nakon ratnih stradanja može smatrati normalnom kao prirodni nagon i želja za obnovom. 1961. Polača ima prema pokazateljima najveći broj stanovnika u promatranom vremenu i to 1571. 
U drugom ciklusu slijedi nagli pad ima stanovnika s posebnom tenzijom pada 1971. do 1981. U tom desetljeću Polača ima 253 stanovnika manje, odnosno 19,4 stanovnika godišnje. 
U trećem ciklusu iskazuje se vrijeme očitog stišavanja poremećenih odnosa vlasti i hrvatskog stanovništva. Polača bilježi porast od 134 stanovnika. 
U četvrtom ciklusu broj stanovnika Polače se ponovno smanjuje ponajprije zbog ratnih stradavanja i lošeg životnog standarda poslije Domovinskog rata zbog čega se ljudi odlučuju na život bez djece ili za jedno, eventualno dvoje djece.
Promatrane promjene kroz navedene cikluse ukazuju na neprirodnost jer teško je prirodnim procesom objasniti činjenicu da se broj stanovnika Polače u jednom desetljeću smanjio za 253 stanovnika da bi se u sljedećem desetljeću povećao za 134. Raspon od 387 stanovnika iz minusa u plus za mjesto koje ima konstantno oko 1400 stanovnika veliki je broj da bi bio prirodan. 
Sigurno je da su razni elementi socijalne strukture kao i događanja u svijetu utjecali na broj stanovnika Polače. Osnovni razlozi emigracije su:
1. Političke promjene nastale u zemlji nakon Drugog svjetskog rata do 1971.
2. Političke promjene nastale u zemlji od 1971.
3. Ekonomska emigracija
4. Socijalna emigracija
5. Kulturna emigracija
6. Promjene nastale u zemlji nakon 1991.

| broj stanovnika | 833   | 1210  | 1006  | 1107  | 1278  | 1595  | 1803  | 1947  | 2476  | 2819  | 3002  | 2985  | 2619  | 2825  | 1434  | 1468  | 1389  |
|                 | 1857. | 1869. | 1880. | 1890. | 1900. | 1910. | 1921. | 1931. | 1948. | 1953. | 1961. | 1971. | 1981. | 1991. | 2001. | 2011. | 2021. |

| broj stanovnika | 379   | 498   | 493   | 578   | 703   | 853   | 869   | 1083  | 1302  | 1477  | 1531  | 1516  | 1267  | 1467  | 1117  | 1057  | 993   |
|                 | 1857. | 1869. | 1880. | 1890. | 1900. | 1910. | 1921. | 1931. | 1948. | 1953. | 1961. | 1971. | 1981. | 1991. | 2001. | 2011. | 2021. |

## Uprava
Prije Domovinskog rata i osnivanja zasebnog općinskog središta Polača je pripadala općini Benkovac. Kao jedno od 53 mjesta općine Benkovac, Polača je bila pored Benkovca najveće mjesto po broju stanovnika (1467 st. prema popisu 1991.) O povijesno-geografskoj upućenosti prema Benkovcu ne možemo govoriti, već možemo istaknuti dobrosusjedske odnose dva mjesta s pretežno hrvatskim stanovništvom. Riječ je o razdoblju prije Drugog svjetskog rata kada je Polača bila veća ili barem jednaka mjestu Benkovac u pogledu broja stanovnika. Kao upravna jedinica općina Polača osnovana je 1993. godine izdvajanjem iz sastava dotadašnje općine Benkovac. Općinu Polača čine naselja Donja Jagodnja, Gornja Jagodnja, Kakma i Polača.

## Povijest
Tragovi ljudske prisunosti u Polači datiraju još iz razdoblja kasnog neolitika, a naročito iz brončanog doba o čemu svjedoči brojnost kamenih gradina na okolnim uzvisinama.
U ispravama iz 11. st. spominje se kao jedno od središta starohrvatske županije Sidrage. 
Današnji naziv Polače po prvi puta se javlja tijekom 14.st. kada doznajemo da se u mjestu nalazi kaštel, koji će sve do 19.st. biti prepoznatljivo obilježje ovoga sela.
Tijekom burnog 16. st. Polača je dijelila sudbinu ostalih ravnokotarskih sela koja su opustošena turskim upadima prema Zadru i Biogradu. Turci su u Polaču ušli 1528.god. a s njima je došao i dio vlaškog stanovništva. kaštel je pretvoren u vojnu izvidnicu a moguće je i da je kršćanska crkva pretvorena u džamiju. Turska uprava u Polači trajala je sve do 1685. kada se oni, oslabljeni iscrpljujućim Kandijskim ratovima s Venecijom, povlače pred nadmoćnijom kršćanskom vojskom.
Polača je teško stradala u nedavnom Domovinskom ratu. Selo su u rujnu 1991. godine okupirale i potpuno razorile srpske snage. Čitavo područje je oslobođeno u vojnoj akciji "Oluja" početkom kolovoza 1995. Pritom se iselilo cjelokupno srpsko stanovništvo iz Jagodnje i Kakme, dok su se prognani Hrvati gotovo svi vratili i obnovili Polaču.

## Gospodarstvo
- IGM – eksploatacija kamena
- Poslovna zona Primat
- Poljoprivredna zadruga"MASVIN"

## Poznate osobe
- Ante Jerkov, hrvatski novinar, publicist i književnik[5]
- Šime Prtenjača, zastupnik u Hrvatskom saboru te nekadašnji župan Zadarske županije.
- Slobodan Uzelac, potpredsjednik vlade RH (2007. – 2011.)

## Spomenici i znamenitosti
- Ostatci utvrde u Polači (Gradina)
- Pravoslavna crkva Svetog Simona monaha u Jagodnji gornjoj (1868.)
- Stara župna crkva Svetih Kuzmana i Damjana iz 1820., kada joj je mijenjan tlocrt. Srušena na sam Božić 1991. godine. Poslije rata otkrivena su 64 groba ispod i okolo crkve. Zvona stare crkve su bila skrivena u nekoj srpskoj kući, da bi se ponovno pronašla i stavila na staru crkvu.
- Nova župna Crkva svetih Kuzmana i Damjana u Polači sagrađena je 1989.godine, a do temelja je srušena 1991. godine. Ostatci srušene crkve nikad nisu uklonjeni, već stoje kao primjer stradavanje Polače i njezinih stanovnika u Domovinskom ratu.
- Nova župna crkva Svetih Kuzmana i Damjana sagrađena je ponovno na drugoj lokaciji, a svečano je otvorena 26. veljače 2006.
- Arheološki lokalitet Bićina( ostatci rimske i ranokršćanske kulture,građevina,predmeta...)
- Četiri seoska bunara: "Bristovac" ili "Stari bunar", "Novi bunar", "Pribić", "Perinovac".
- Spomen obilježje "Štrkovača", mjesto pogibije Franka Lisice, prvog poginulog u zadarskom kraju[6]

## Obrazovanje
- Osnovna škola Franka Lisice Polača

## Kultura
- KUD "Gradina"
- Dramska skupina
- Udruga za zaštitu života "Muvača"

## Sport
- NK Polača, nogometni klub
- Konjički galopski klub "Oluja 95" Polača
- Kickboxing klub Polača
- Košarkaški klub Polača

## Vanjske poveznice
|  | Portal Hrvatske – Pristup člancima s tematikom o Hrvatskoj. |